# 24-Stunden-Rennen von Spa-Francorchamps 1981

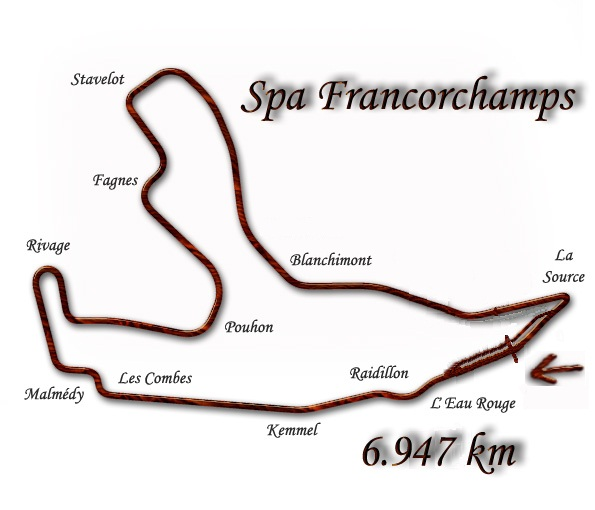
Streckenlayout 1981

Das 33. 24-Stunden-Rennen von Spa-Francorchamps, auch 24 Heures de Francorchamps, Trophee Diners Club, Spa-Francorchamps, fand vom 26. bis 27. Juli 1981 auf dem Circuit de Spa-Francorchamps statt und war der zwölfte Wertungslauf der Sportwagen-Weltmeisterschaft dieses Jahres.

## Das Rennen
Neben dem 6-Stunden-Rennen von Daytona wurde auch das 24-Stunden-Rennen von Spa-Francorchamps im Unterschied zu allen anderen Wertungsläufen in diesem Jahr für Tourenwagen ausgeschrieben. In der Regel wurde nach den Rennklassen der Gruppe 5 sowie der IMSA-Klassen GTO, GTU und GTP gefahren.
In Spa waren daher ausnahmslos andere Teams am Start als bei den übrigen Sportwagenrennen der Saison. Große Attraktion waren jedoch zwei Fahrer. Der Formel-1-Weltmeister der Saisons 1959, 1960 und Automobil-Weltmeisterschaft 1966, Jack Brabham, gab für ein kleines französisches Team ein Comeback. Der Australier beendete das Rennen an 21. Stelle der Gesamtwertung. Der französische Schauspieler Jean-Louis Trintignant, der im Vorjahr beim 24-Stunden-Rennen von Le Mans am Start war, wurde Siebter in der Gesamtwertung.
Den Gesamtsieg sicherten sich nach 24 Stunden Fahrt im Regen Tom Walkinshaw und Pierre Dieudonné auch einem Mazda RX-7.

## Ergebnisse

### Schlussklassement
| 1                  | ser T 2.5   | 40 | Mazda Motul TWR Team          | Tom Walkinshaw Pierre Dieudonné                                  | Mazda RX-7                | 456 |
| 2                  | ser T + 2.5 | 10 | Bastos Joosen Racing          | Dirk Vermeersch Jean-Claude Andruet Eddy Joosen                  | BMW 530i                  | 454 |
| 3                  | ser T + 2.5 | 33 | Vince Woodman                 | Vince Woodman Jonathan Buncombe Peter Clark                      | Ford Capri III 3.0S       | 453 |
| 4                  | ser T + 2.5 | 11 | Bastos Joosen Racing          | Jean Xhenceval Daniël Herregods Umberto Grano                    | BMW 530i                  | 451 |
| 5                  | ser T 2.5   | 42 | Mazda Motul TWR Team          | Marc Duez Jeff Allam Chuck Nicholson Win Percy                   | Mazda RX-7                | 445 |
| 6                  | ser T + 2.5 | 20 | Holman Blackburn              | Les Blackburn Bob Akin John Morrison                             | Ford Capri III 3.0S       | 435 |
| 7                  | ser T + 2.5 | 24 | Gitanes W.M. Racing           | Jean-Louis Trintignant Marianne Hoepfner Alain Cudini Derek Bell | BMW 530i                  | 434 |
| 8                  | ser T + 2.5 | 1  | Belga Castrol Team            | Gordon Spice Thierry Tassin                                      | Ford Capri III 3.0S       | 431 |
| 9                  | ser T + 2.5 | 2  | Belga Castrol Team            | Alain Semoulin Dany Snobeck Freddy Semoulin                      | Ford Capri III 3.0S       | 429 |
| 10                 | ser T 2.5   | 56 | Belgian Audi Club             | Peter Seikel Hans-Joachim Nowak Fred Rostberg                    | Audi 4000                 | 428 |
| 11                 | ser T + 2.5 | 29 | Gérard Bleynie                | Lucien Guitteny Gérard Bleynie Jacques Guérin                    | BMW 530i                  | 426 |
| 12                 | ser T 2.5   | 51 | Philippe van de Velde         | Philippe van de Velde Robert Hanon                               | Ford Escort II RS2000     | 417 |
| 13                 | ser T + 2.5 | 3  | Belga Castrol Team            | Jean-Michel Martin Philippe Martin                               | Ford Capri III 3.0S       | 416 |
| 14                 | ser T + 2.5 | 25 | Gitanes W.M. Racing           | Derek Bell Alain Peltier Hervé Regout                            | BMW 530i                  | 416 |
| 15                 | ser T 2.5   | 50 | Format Kücher Haiger          | Herbert Kummle Karl Mauer Axel Felder                            | Ford Escort II RS2000     | 412 |
| 16                 | ser T + 2.5 | 26 | Gitanes W.M. Racing           | Michel Delcourt Dany Swyssen Jean-Marie Baert                    | BMW 530i                  | 412 |
| 17                 | ser T 1.6   | 62 | IMC Toyota                    | Jacques Janssen Guy Katsers José Close                           | Toyota Corolla GT         | 410 |
| 18                 | ser T + 2.5 | 22 | Hans Maasland                 | Rein Frankenhout Hans Maasland Fred Frankenhout                  | BMW 530i                  | 408 |
| 19                 | ser T 1.6   | 66 | BBL Team                      | Valentin Simons Paul Simons Jean-Louis Hecq                      | VW Golf GTi               | 406 |
| 20                 | ser T 2.5   | 55 | Belgian Audi Club             | Marc Pissens Freddy Kottulinsky Franz Dubois                     | Audi 4000                 | 403 |
| 21                 | ser T + 2.5 | 27 | Eminence T.R.                 | Jack Brabham Günter Steckkönig Remy Marquet                      | Ford Capri III 3.0S       | 401 |
| 22                 | ser T + 2.5 | 12 | Van Hove Mobil Smit Jet       | Raijmond van Hove Georges Cremer Martino Finotto                 | Chevrolet Camaro Z28      | 393 |
| 23                 | ser T 2.5   | 44 | IRS Euromotor                 | Retz Weirig Rolf Rosenkranz Pascal Witmeur                       | Ford Escort II RS2000     | 393 |
| 24                 | ser T 2.5   | 49 | Marc Demol                    | Marc Demol Claus Schinkel Guy Trignaux                           | Ford Escort II RS2000     | 387 |
| 25                 | ser T 1.6   | 60 | IMC Toyota                    | Claude Holvoet Philippe de Leener Freddy Fruhauf                 | Toyota Corolla GT         | 352 |
| 26                 | ser T 1.6   | 68 | Belgian VW Club               | Edgar Dören Anton Hüweller Oscar Kessler                         | Audi 80                   | 341 |
| Ausgefallen        |             |    |                               |                                                                  |                           |     |
| 27                 | ser T 1.6   | 70 | Belgian VW Club               | Philippe Ménage André Hardy Pierre de Thoisy                     | VW Golf Etilux            | 379 |
| 28                 | ser T + 2.5 | 4  | Belgia Castrol Team           | Philippe Alliot Pierre Destic Dany Snobeck                       | Ford Capri III 3.0S       |     |
| 29                 | ser T + 2.5 | 5  | Roneo Alcatel S. Power        | Andre Liemeux Andre Lacroix Alain Corbisier                      | Ford Capri III 3.0S       |     |
| 30                 | ser T + 2.5 | 6  | Roneo Alcatel S. Power        | Albert Vanierschot Guy Pirenne Alain Corbisier                   | Ford Capri III 3.0S       |     |
| 31                 | ser T + 2.5 | 7  | BBL Team                      | Michel de Dyne Teddy Pilette Philippe Bervoets                   | Chevrolet Camaro Z28      |     |
| 32                 | ser T + 2.5 | 8  | BP Racing                     | Xavier Lapeyre Guy Chasseuil                                     | Ford Capri III 3.0S       |     |
| 33                 | ser T + 2.5 | 9  | Bastos S. Power Racing        | Claude Bourgoignie Reine Wisell John Cooper                      | Chevrolet Camaro Z28      |     |
| 34                 | ser T + 2.5 | 15 | Team Nashua                   | Patrick Nève Roger Dorchy Guy Nève                               | Ford Capri III 3.0S       |     |
| 35                 | ser T + 2.5 | 16 | Team Nashua                   | Jean-Marie Pirnay Jean-Pierre Gabreau Patrick Nève               | Ford Capri III 3.0S       |     |
| 36                 | ser T + 2.5 | 17 | D. N. R. T. Racing for Wynn's | Henny Hemmes Loek Vermeulen                                      | Chevrolet Camaro Z28      |     |
| 37                 | ser T + 2.5 | 18 | D. N. R. T. Racing for Wynn's | Huub Vermeulen Job van Oostrum Jim Vermeulen                     | Chevrolet Camaro Z28      |     |
| 38                 | ser T + 2.5 | 19 | D. N. R. T. Racing for Wynn's | Bert Moritz Franz Lubin Jim Vermeulen                            | Chevrolet Camaro Z28      |     |
| 39                 | ser T + 2.5 | 21 | Holman Blackburn              | Adam MacMillen Tom Dodd-Noble Hermes Delbar                      | Ford Capri III 3.0S       |     |
| 40                 | ser T + 2.5 | 23 | Jean-Claude Lompech           | Jean-Claude Lompech Bernard Salam Thierry Perrier                | Ford Capri III 3.0S       |     |
| 41                 | ser T + 2.5 | 28 | Eminence R.T.                 | Romain Feitler Jean-Pierre Jaussaud                              | Ford Capri III 3.0S       |     |
| 42                 | ser T + 2.5 | 31 | Gilden Kölsch Racing          | Helmut Döring Mark Thatcher Dieter Gartmann                      | Ford Capri III 3.0S       |     |
| 43                 | ser T + 2.5 | 32 | KWS Motorsport                | Jean-Louis Schlesser Anne-Charlotte Verney Alain Ferté           | Ford Capri III 3.0S       |     |
| 44                 | ser T + 2.5 | 34 | J.M.S.R.T.                    | Claude Ballot-Léna René Metge Jean-Marc Smadja                   | BMW 530i                  |     |
| 45                 | ser T + 2.5 | 35 | J.M.S.R.T.                    | Michel Paulus Claude de Wael Jacques Berger                      | BMW 530i                  |     |
| 46                 | ser T + 2.5 | 37 | Quirin Bovy                   | Jean-Claude Lagniez Quirin Bovy Kathy Rude                       | Chevrolet Camaro Z28      |     |
| 47                 | ser T 2.5   | 41 | Mazda Motul TWR Team          | Win Percy Peter Lovett                                           | Mazda RX-7                |     |
| 48                 | ser T 2.5   | 45 | IRS Euromotor                 | Rudolf Dötsch Romain Wolf Etienne Barras                         | Ford Escort II RS2000     |     |
| 49                 | ser T 2.5   | 46 | IRS Euromotor                 | Jean-Jacques Feider Bruno Eggerickx Marcel Jominet               | Ford Escort II RS2000     |     |
| 50                 | ser T 2.5   | 52 | Aloyse Kridel                 | Pierre Bos Michel Bienvault Marc Carnavale                       | Ford Escort II RS2000     |     |
| 51                 | ser T 2.5   | 53 | Ford Bergenkapm               | Dieter Selzer Günther Braumüller Alain Beauchef                  | Ford Escort II RS2000     |     |
| 52                 | ser T 2.5   | 54 | Helmut Eichberg               | Hartmut Bauer Helmut Gall                                        | Ford Escort II RS2000     |     |
| 53                 | ser T 1.6   | 63 | BBL Team                      | Michel Chapel Pierre Jamin Pierre Vaillant                       | VW Scirocco GTi           |     |
| 54                 | ser T 1.6   | 64 | BBL Team                      | Reynald Martin Gérard Cerruti Bernard Carlier                    | VW Scirocco GTi           |     |
| 55                 | ser T 1.6   | 65 | BBL Team                      | Francesco Cerulli-Irelli Michel Boujarde Michel Maillien         | VW Scirocco GTi           |     |
| Nicht qualifiziert |             |    |                               |                                                                  |                           |     |
| 56                 | ser T +2.5  | 14 | Team Grand Marnier            | François-Xavier Boucher Philippe Hoebeke S. Nauges               | BMW 530i                  | 1   |
| 57                 | ser T +2.5  | 30 | Gilden Kölsch Racing          | Herbert Herler Johann Weisheidinger Jean Wansart                 | Opel Monza 3.0E           | 2   |
| 58                 | ser T +2.5  | 36 | G. Barba                      | Marcello Gallo Tony Palma Calvi                                  | Opel Monza 3.0E           | 3   |
| 59                 | ser T 2.5   | 43 | Mazda Car GB Ltd.             | David Palmer Peter Argetsinger Jean-Paul Libert                  | Mazda RX-7                | 4   |
| 60                 | ser T 2.5   | 47 | Equipe Ducal Luxembourg       | Nico Demuth Charles van Stalle Tom Dill Gerald Sanson            | Ford Escort II RS2000     | 5   |
| 61                 | ser T 2.5   | 48 | Equipe Ducal Luxembourg       | John Lagodny Uwe Reich Gerald Sanson                             | Ford Escort II RS2000     | 6   |
| 62                 | ser T 1.6   | 61 | IMC Toyota                    | Dominique Holvoet R. D'Ursel W. de Braekeleer                    | Toyota Corolla GT         | 7   |
| 63                 | ser T 1.6   | 67 | Belgian VW Audi Club          | Can Erez Eddie Huybrechts Francis Polak                          | Audi 80                   | 8   |
| 64                 | ser T 1.6   | 69 | Belgian VW Club               | Marc Baert Bernard Daems Marc Anthonis                           | VW Scirocco GTi           | 9   |
| 65                 | ser T 1.6   | 71 | Jolly Club Milano             | Amerigo Bigliazzi Cesarini Richard Mattozza                      | Alfa Romeo Alfasud Sprint | 10  |

1 nicht qualifiziert
2 nicht qualifiziert
3 nicht qualifiziert
4 nicht qualifiziert
5 nicht qualifiziert
6 nicht qualifiziert
7 nicht qualifiziert
8 nicht qualifiziert
9 nicht qualifiziert
10 nicht qualifiziert

### Nur in der Meldeliste
Bei diesem Rennen wurden keine weiteren Meldungen abgegeben.

### Klassensieger
| Klasse                           | Fahrer          | Fahrer              | Fahrer      | Fahrzeug          | Platzierung im Gesamtklassement |
| -------------------------------- | --------------- | ------------------- | ----------- | ----------------- | ------------------------------- |
| Serientourenwagen über 2,5-Liter | Dirk Vermeersch | Jean-Claude Andruet | Eddy Joosen | BMW 530i          | Rang 2                          |
| Serientourenwagen bis 2,5-Liter  | Tom Walkinshaw  | Pierre Dieudonné    |             | Mazda RX-7        | Gesamtsieg                      |
| Serientourenwagen bis 1,6-Liter  | Jacques Janssen | Guy Kasters         | José Close  | Toyota Corolla GT | Rang 17                         |

### Renndaten
- Gemeldet: 65
- Gestartet: 55
- Gewertet: 20
- Rennklassen: 3
- Zuschauer: unbekannt
- Wetter am Renntag: trocken
- Streckenlänge: 6,976 km
- Fahrzeit des Siegerteams: 24:00:00,000 Stunden
- Gesamtrunden des Siegerteams: 456
- Gesamtdistanz des Siegerteams: 3185,085 km
- Siegerschnitt: 132,712 km/h
- Pole Position: Claude Bourgoignie – Chevrolet Camaro Z28 (#9) – 2:51.250 = 146,649 km/h
- Schnellste Rennrunde: Claude Bourgoignie – Chevrolet Camaro Z28 (#9) – 2:54,400 = 144,000 km/h
- Rennserie: 12. Lauf zur Sportwagen-Weltmeisterschaft 1981